# Hansenomysis antarctica
Hansenomysis antarctica är en kräftdjursart som beskrevs av Holt och W. M. Tattersall 1906. Hansenomysis antarctica ingår i släktet Hansenomysis och familjen Petalophthalmidae. Inga underarter finns listade i Catalogue of Life.